# エゼキエル書
『エゼキエル書』（エゼキエルしょ ヘブライ語: ספר יחזקאל）は、旧約聖書の書物の一つ。『イザヤ書』、『エレミヤ書』とともに、旧約聖書中の三大預言書を構成する。48章からなる。

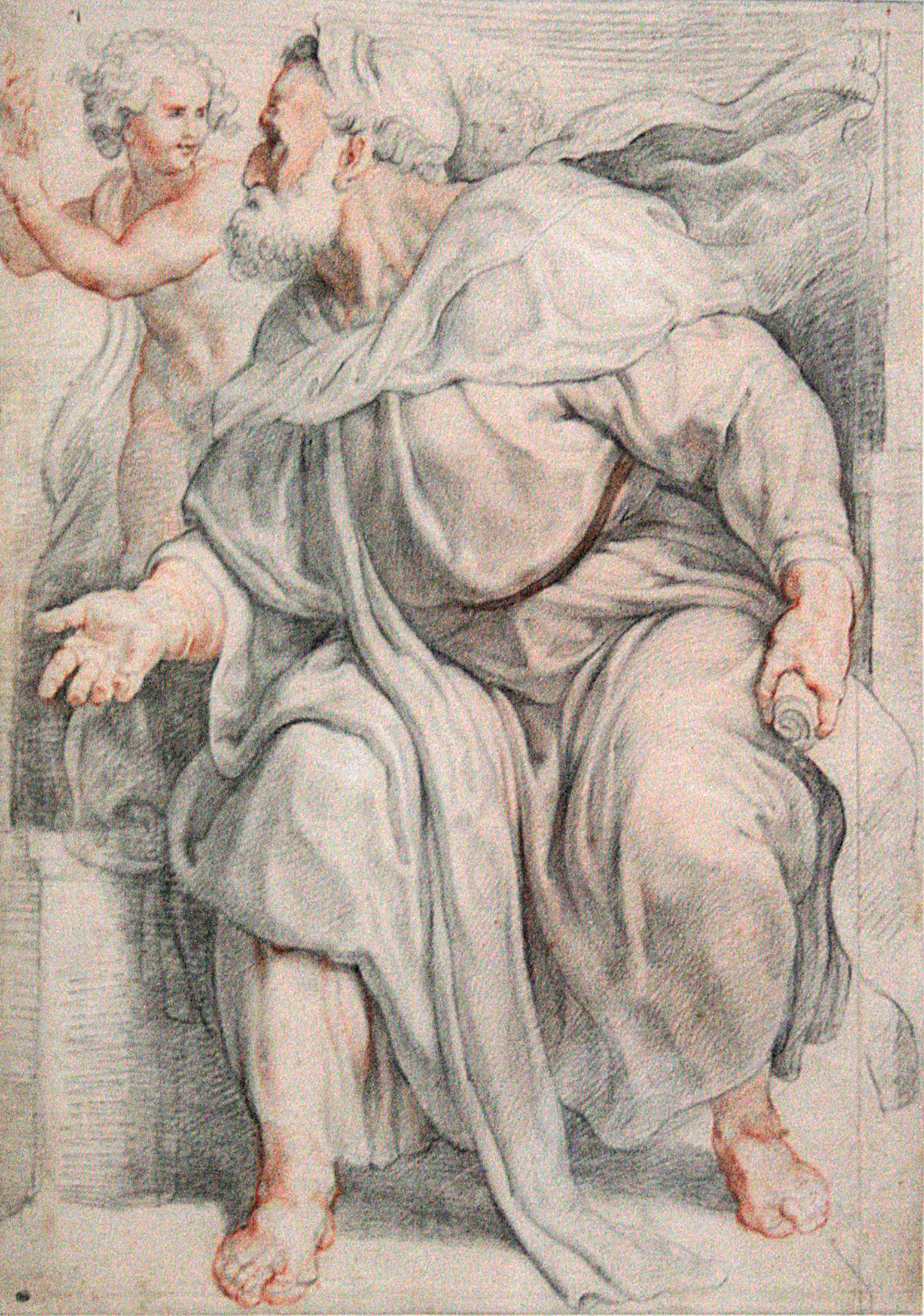
エゼキエル書.

著者は預言者エゼキエルに帰せられている。彼は預言者エレミヤよりやや年下であり、エレミヤがほぼエルサレムで預言活動を行ったのに対し、バビロンの地において捕囚民の精神的指導者として預言活動を行ったと考えられる。他の預言書と比較して、はるかに整然と構成されているように見えるが、この構成が預言者自身によるのか、それとも後代の編集者によるのかが問題とされている。ギリシア語訳はヘブライ語テクストよりやや短いので、ある程度の編集過程を経ていることはほぼ確実である。

## エゼキエルの出自・年代
おそらくエルサレムのザドク系祭司の家系出身である。これは彼がエリート階層に属したことを意味している。バビロニアは基本的に、征服した諸国の指導的地位にある人々を捕囚として他の地方に移住させたが、エゼキエルは紀元前597年の第1回バビロン捕囚においてヨヤキン（エホヤキン）王とともに捕囚とされたと考えられる。

## エゼキエル書の内容
- エゼキエルは、紀元前597年にイスラエルの民らと共にバビロンに捕囚されたが、その後、捕囚された者たちに悔い改めと希望をもたらすために、召命を受けた。
- エゼキエルが召された頃は、ユダヤの王国はまだ完全に絶えておらず、王と多くの民が自分の土地に住んでいた。しかし、多くのイスラエル人は預言者の指導を拒否し、預言者に敬意を払うこともなかった。数年のうちに、神殿も城壁も破壊され、エルサレムの町は焼かれ、多くの民がバビロンに捕囚され、残った者はエジプトに避難するなどして世界中に離散した。その結果、約束の地からイスラエル人は追われ、ユダヤの王国は滅亡した。このことは神がイスラエルを守ることができなかったから起こったのではなく、イスラエルを救うことができたのにもかかわらず、神自身がイスラエルの中の邪悪に対し、その当然の結果がもたらされることを選んだから起こったのだという内容が記載されている。
- エゼキエル書には神の怒りと共に、悔い改めて神に立ち帰る者には回復が与えられるという希望も書かれている。